# Gönnsdorf/Pappritz
Gönnsdorf/Pappritz mit Cunnersdorf, Eichbusch, Helfenberg und Rockau ist ein statistischer Stadtteil im Osten von Dresden. Der lange Stadtteilname resultiert aus der Aneinanderreihung von insgesamt sechs Ortsteilen der Ortschaft Schönfeld-Weißig, die in dieser Einheit statistisch erfasst werden.

## Gliederung
Zu diesem statistischen Stadtteil gehören die Schönfeld-Weißiger Ortsteile Gönnsdorf, Pappritz, Cunnersdorf, Eichbusch, Helfenberg und Rockau. Während die ersten drei Ortsteile jeweils auf einer eigenen Gemarkung liegen, befinden sich die drei letztgenannten allesamt in der Gemarkung Helfenberg. Der statistische Stadtteil gliedert sich in folgende fünf statistische Stadtteile:
- 461 Gönnsdorf
- 462 Pappritz-West
- 463 Pappritz-Ost
- 464 Cunnersdorf
- 465 Eichbusch/Helfenberg/Rockau

## Lage

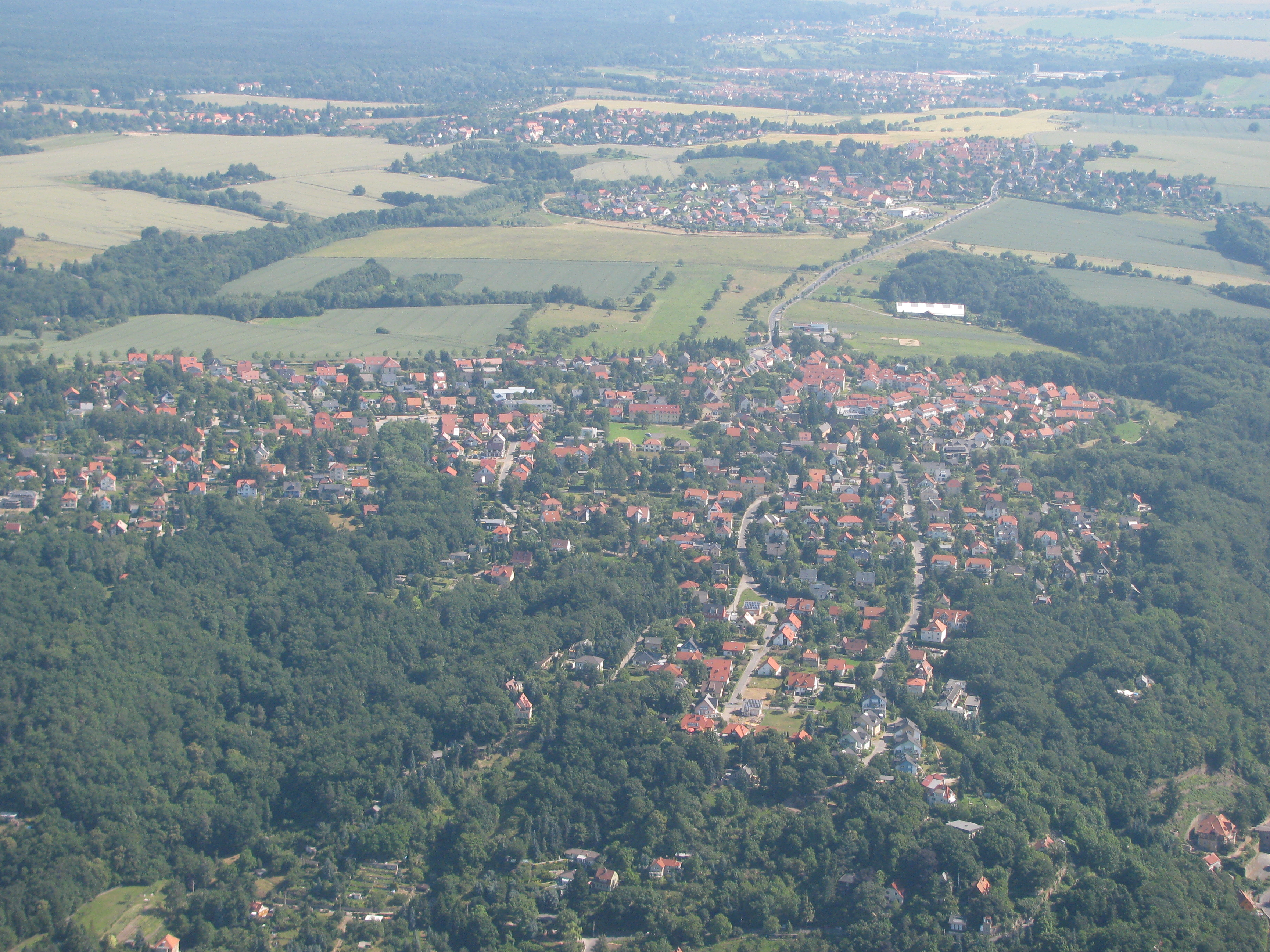
Luftbild von Gönnsdorf-Pappritz

Gönnsdorf/Pappritz grenzt im Südwesten an die statistischen Stadtteile Hosterwitz/Pillnitz, im Westen an Loschwitz/Wachwitz und im Nordwesten an Bühlau/Weißer Hirsch, die allesamt im Stadtbezirk Loschwitz liegen. Im Nordosten beziehungsweise Osten wird es durch die beiden anderen in Schönfeld-Weißig liegenden statistischen Stadtteile Weißig und Schönfeld/Schullwitz begrenzt.
Die Grenzen des statistischen Stadtteils folgen den alten Flurgrenzen der Dörfer durch Keppgrund, Schönfelder Hochland und Wachwitzgrund sowie entlang der Dresdner Elbhänge. Gönnsdorf/Pappritz liegt vollständig außerhalb des Elbtalkessels, reicht aber die Elbhänge hinab bis 300 m ans Elbufer heran.

## Verkehr
Der statistische Stadtteil liegt etwas abseits größerer Verkehrswege und wird daher nur von Kreisstraßen durchquert, die auch von Buslinien des Regionalverkehrs befahren werden. In Gönnsdorf kreuzen sich die Straßen von Bühlau nach Schönfeld und von Niederpoyritz nach Weißig. Die Buslinie 61 der Dresdner Verkehrsbetriebe stellt eine Verbindung über Blasewitz und Strehlen nach Löbtau her. Insgesamt weist Gönnsdorf/Pappritz 20 Bushaltestellen auf.